# Luisa Federica di Anhalt-Dessau
Principessa Luisa Federica di Anhalt-Dessau (tedesco Prinzessin Luise Friederike von Anhalt-Dessau; Dessau, 1º marzo 1798 – Bad Homburg, 11 giugno 1858) era un membro del casato d'Ascania e una principessa di Anhalt-Dessau per nascita. Tramite il suo matrimonio con Gustavo, Langravio d'Assia-Homburg, Luisa Federica diventò langravia consorte d'Assia-Homburg dal 1846 fino al 1848.

## Famiglia
La principessa Luisa Federica nacque il 1º marzo 1798 a Dessau come quintogenita e seconda figlia femmina di Federico, Principe Ereditario di Anhalt-Dessau e di sua moglie Amalia, figlia di Federico V, Langravio d'Assia-Homburg. La principessa Luisa Federica era sordomuta dalla nascita.

## Matrimonio e figli
Il 12 febbraio 1818 a Dessau, Luisa Federica sposò suo zio, il langravio Gustavo d'Assia-Homburg, fratello della madre di Luisa Federica.
Gustavo e Luisa Federica ebbero tre figli:
- Principessa Carolina (1819–1872); sposò nel 1839 Enrico XX, Principe Reuss di Greiz (1794–1859)
- Principessa Elisabetta (1823–1864)
- Principe Federico (1830–1848)

## Morte
Il langravio Gustavo morì l'8 settembre 1848 a Bad Homburg. La principessa Luisa Federica sopravvisse a suo marito di nove anni e morì l'11 giugno 1858 a Bad Homburg.

## Ascendenza
|                                                |                                        |                                                   | Genitori                                            |  |  | Nonni |  |  | Bisnonni                               |  |  | Trisnonni                             |  |
|                                                |                                        |                                                   |                                                     |  |  |       |  |  | Leopoldo II, Principe di Anhalt-Dessau |  |  | Leopoldo I, Principe di Anhalt-Dessau |  |
|                                                |                                        |                                                   |                                                     |  |  |       |  |  | Leopoldo II, Principe di Anhalt-Dessau |  |  | Leopoldo I, Principe di Anhalt-Dessau |  |
|                                                |                                        | Anna Luisa Föhse                                  |                                                     |  |  |       |  |  | Leopoldo II, Principe di Anhalt-Dessau |  |  |                                       |  |
| Leopoldo III, Duca di Anhalt-Dessau            |                                        |                                                   |                                                     |  |  |       |  |  | Leopoldo II, Principe di Anhalt-Dessau |  |  |                                       |  |
|                                                |                                        | Gisella Agnese di Anhalt-Köthen                   | Leopoldo, Principe di Anhalt-Köthen                 |  |  |       |  |  |                                        |  |  |                                       |  |
|                                                |                                        | Gisella Agnese di Anhalt-Köthen                   | Leopoldo, Principe di Anhalt-Köthen                 |  |  |       |  |  |                                        |  |  |                                       |  |
|                                                |                                        | Gisella Agnese di Anhalt-Köthen                   | Federica Enrichetta di Anhalt-Bernburg              |  |  |       |  |  |                                        |  |  |                                       |  |
| Federico, Principe Ereditario di Anhalt-Dessau |                                        | Gisella Agnese di Anhalt-Köthen                   |                                                     |  |  |       |  |  |                                        |  |  |                                       |  |
|                                                |                                        | Federico Enrico, Margravio di Brandeburgo-Schwedt | Filippo Guglielmo, Margravio di Brandeburgo-Schwedt |  |  |       |  |  |                                        |  |  |                                       |  |
|                                                |                                        | Federico Enrico, Margravio di Brandeburgo-Schwedt | Filippo Guglielmo, Margravio di Brandeburgo-Schwedt |  |  |       |  |  |                                        |  |  |                                       |  |
|                                                |                                        | Federico Enrico, Margravio di Brandeburgo-Schwedt | Principessa Giovanna Carlotta di Anhalt-Dessau      |  |  |       |  |  |                                        |  |  |                                       |  |
| Margravia Luisa di Brandeburgo-Schwedt         |                                        | Federico Enrico, Margravio di Brandeburgo-Schwedt |                                                     |  |  |       |  |  |                                        |  |  |                                       |  |
|                                                |                                        | Leopoldina Maria di Anhalt-Dessau                 | Leopoldo I, Principe di Anhalt-Dessau               |  |  |       |  |  |                                        |  |  |                                       |  |
|                                                |                                        | Leopoldina Maria di Anhalt-Dessau                 | Leopoldo I, Principe di Anhalt-Dessau               |  |  |       |  |  |                                        |  |  |                                       |  |
|                                                |                                        | Leopoldina Maria di Anhalt-Dessau                 | Anna Luisa Föhse                                    |  |  |       |  |  |                                        |  |  |                                       |  |
| Principessa Luisa Federica di Anhalt-Dessau    |                                        | Leopoldina Maria di Anhalt-Dessau                 |                                                     |  |  |       |  |  |                                        |  |  |                                       |  |
|                                                | Federico IV, Langravio d'Assia-Homburg | Casimiro Guglielmo d'Assia-Homburg                |                                                     |  |  |       |  |  |                                        |  |  |                                       |  |
|                                                | Federico IV, Langravio d'Assia-Homburg | Casimiro Guglielmo d'Assia-Homburg                |                                                     |  |  |       |  |  |                                        |  |  |                                       |  |
|                                                | Federico IV, Langravio d'Assia-Homburg | Cristina Carlotta di Solms-Braunfels              |                                                     |  |  |       |  |  |                                        |  |  |                                       |  |
| Federico V, Langravio d'Assia-Homburg          | Federico IV, Langravio d'Assia-Homburg |                                                   |                                                     |  |  |       |  |  |                                        |  |  |                                       |  |
|                                                |                                        | Ulrica Luisa di Solms-Braunfels                   | Federico Guglielmo di Solms-Braunfels               |  |  |       |  |  |                                        |  |  |                                       |  |
|                                                |                                        | Ulrica Luisa di Solms-Braunfels                   | Federico Guglielmo di Solms-Braunfels               |  |  |       |  |  |                                        |  |  |                                       |  |
|                                                |                                        | Ulrica Luisa di Solms-Braunfels                   | Sofia Maddalena di Solms-Laubach                    |  |  |       |  |  |                                        |  |  |                                       |  |
| Amalia d'Assia-Homburg                         |                                        | Ulrica Luisa di Solms-Braunfels                   |                                                     |  |  |       |  |  |                                        |  |  |                                       |  |
|                                                |                                        | Luigi IX, Langravio d'Assia-Darmstadt             | Luigi VIII, Langravio d'Assia-Darmstadt             |  |  |       |  |  |                                        |  |  |                                       |  |
|                                                |                                        | Luigi IX, Langravio d'Assia-Darmstadt             | Luigi VIII, Langravio d'Assia-Darmstadt             |  |  |       |  |  |                                        |  |  |                                       |  |
|                                                |                                        | Luigi IX, Langravio d'Assia-Darmstadt             | Contessa Carlotta di Hanau-Lichtenberg              |  |  |       |  |  |                                        |  |  |                                       |  |
| Langravia Carolina d'Assia-Darmstadt           |                                        | Luigi IX, Langravio d'Assia-Darmstadt             |                                                     |  |  |       |  |  |                                        |  |  |                                       |  |
|                                                |                                        | Contessa Palatina Carolina di Zweibrücken         | Cristiano III, conte palatino di Zweibrücken        |  |  |       |  |  |                                        |  |  |                                       |  |
|                                                |                                        | Contessa Palatina Carolina di Zweibrücken         | Cristiano III, conte palatino di Zweibrücken        |  |  |       |  |  |                                        |  |  |                                       |  |
|                                                |                                        | Contessa Palatina Carolina di Zweibrücken         | Carolina di Nassau-Saarbrücken                      |  |  |       |  |  |                                        |  |  |                                       |  |
|                                                |                                        | Contessa Palatina Carolina di Zweibrücken         |                                                     |  |  |       |  |  |                                        |  |  |                                       |  |